# Zenarchopterus buffonis
Zenarchopterus buffonis är en fiskart som först beskrevs av Valenciennes, 1847.  Zenarchopterus buffonis ingår i släktet Zenarchopterus och familjen Hemiramphidae. Inga underarter finns listade i Catalogue of Life.